# عنق الهوا
عنق الهوا قرية صغيرة في ناحية جب الجراح التابعة لمنطقة المخرّم في محافظة حمص في سورية.